# Cunninghamia lanceolata

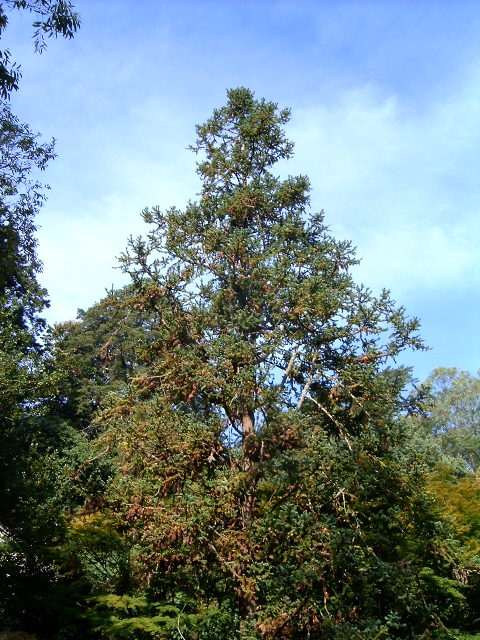
Hábito da espécie.

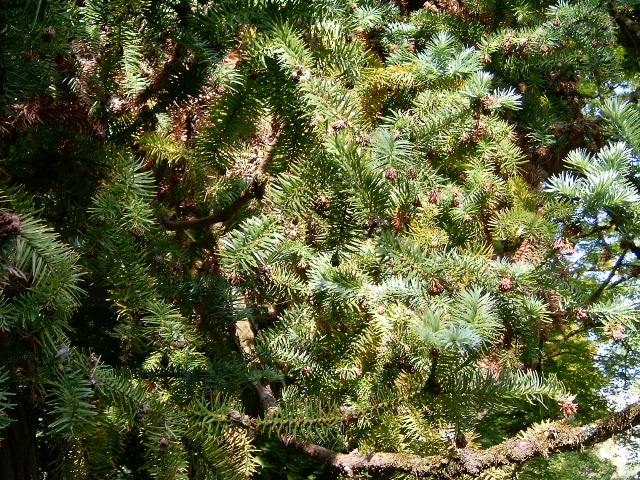
Ramagem de Cunninghamia lanceolata

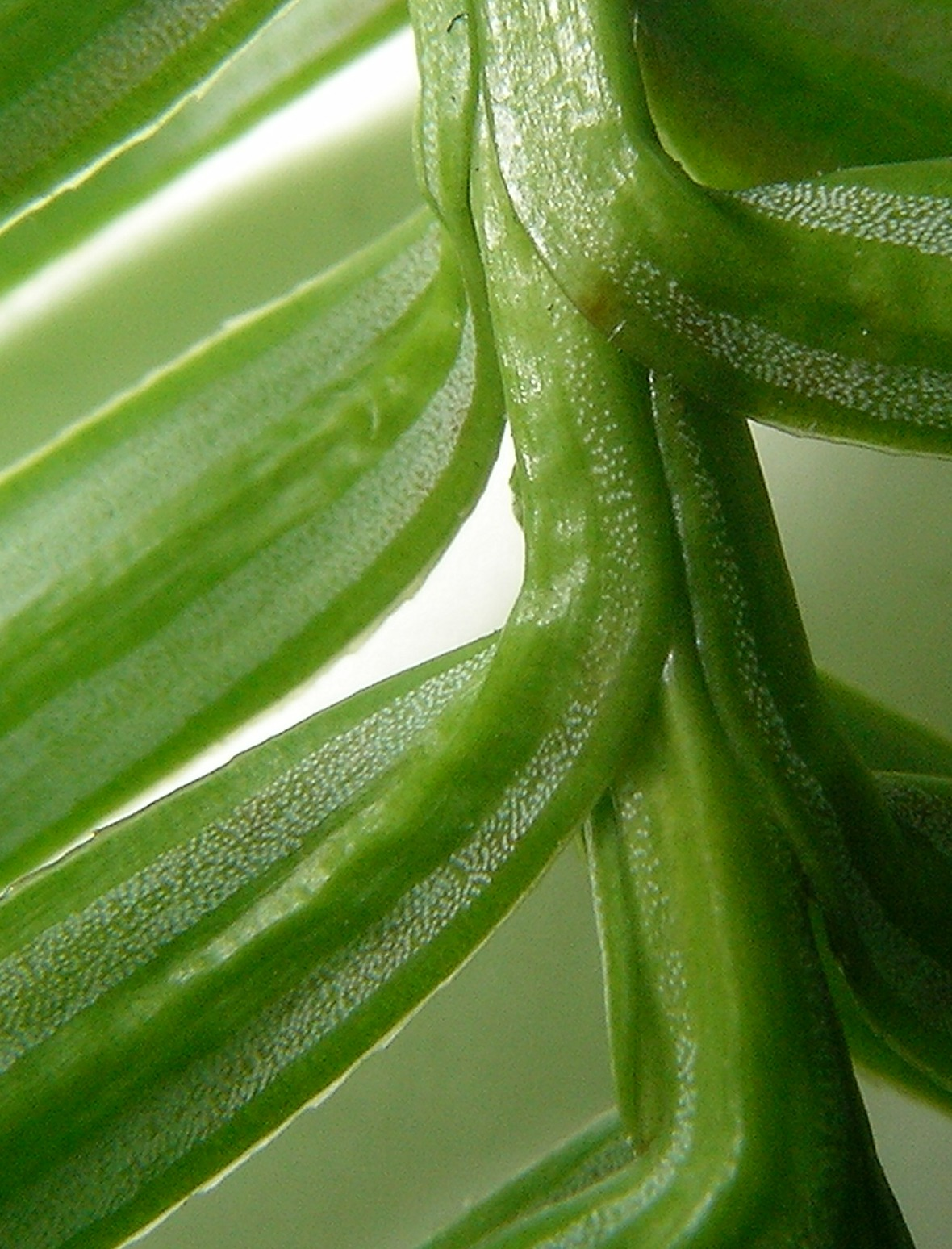
Na parte inferior do ramo, podem ver-se os estomas brancos e as marcas das folhas dispostas em espiral.

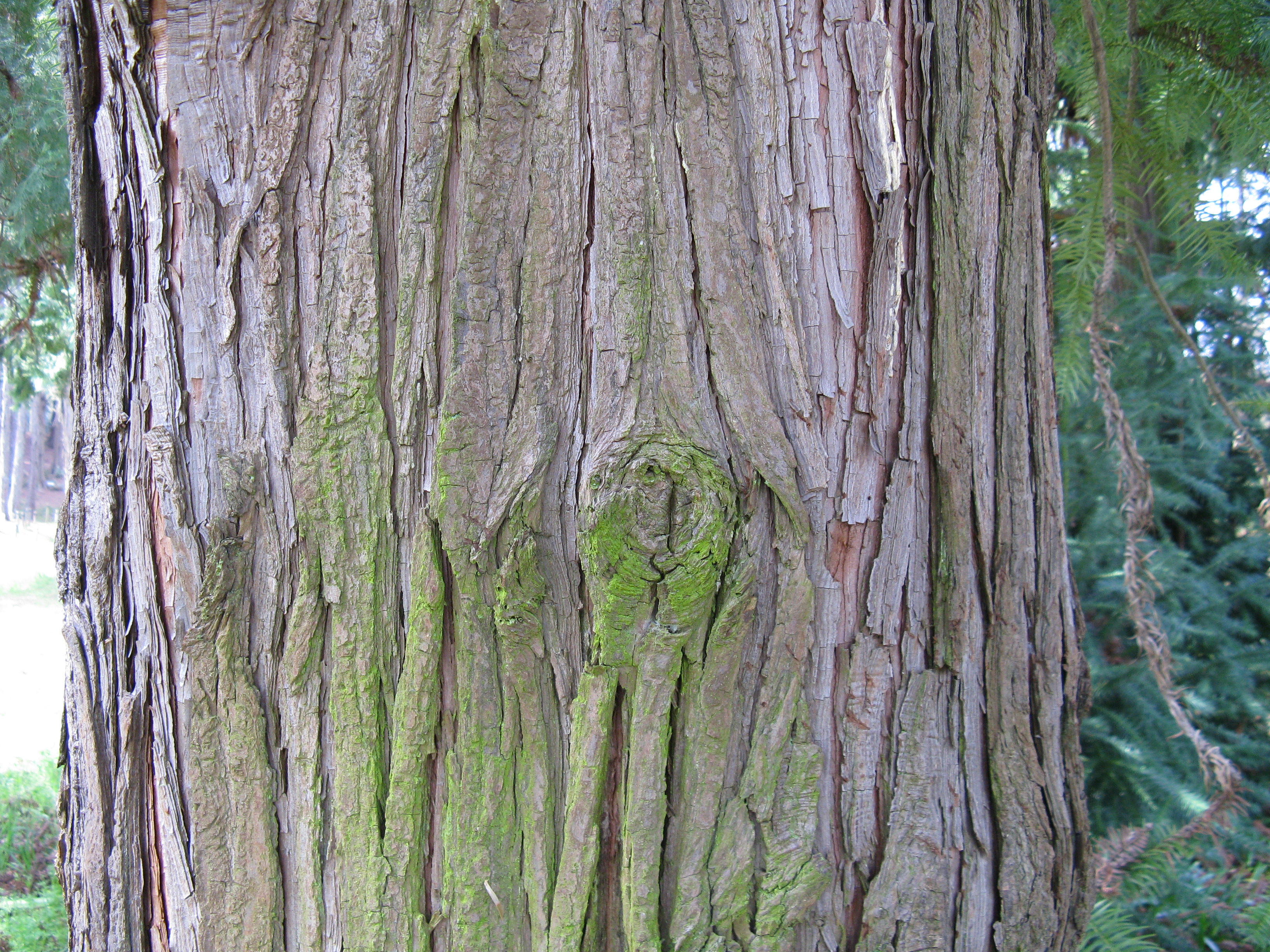
Ritidoma.

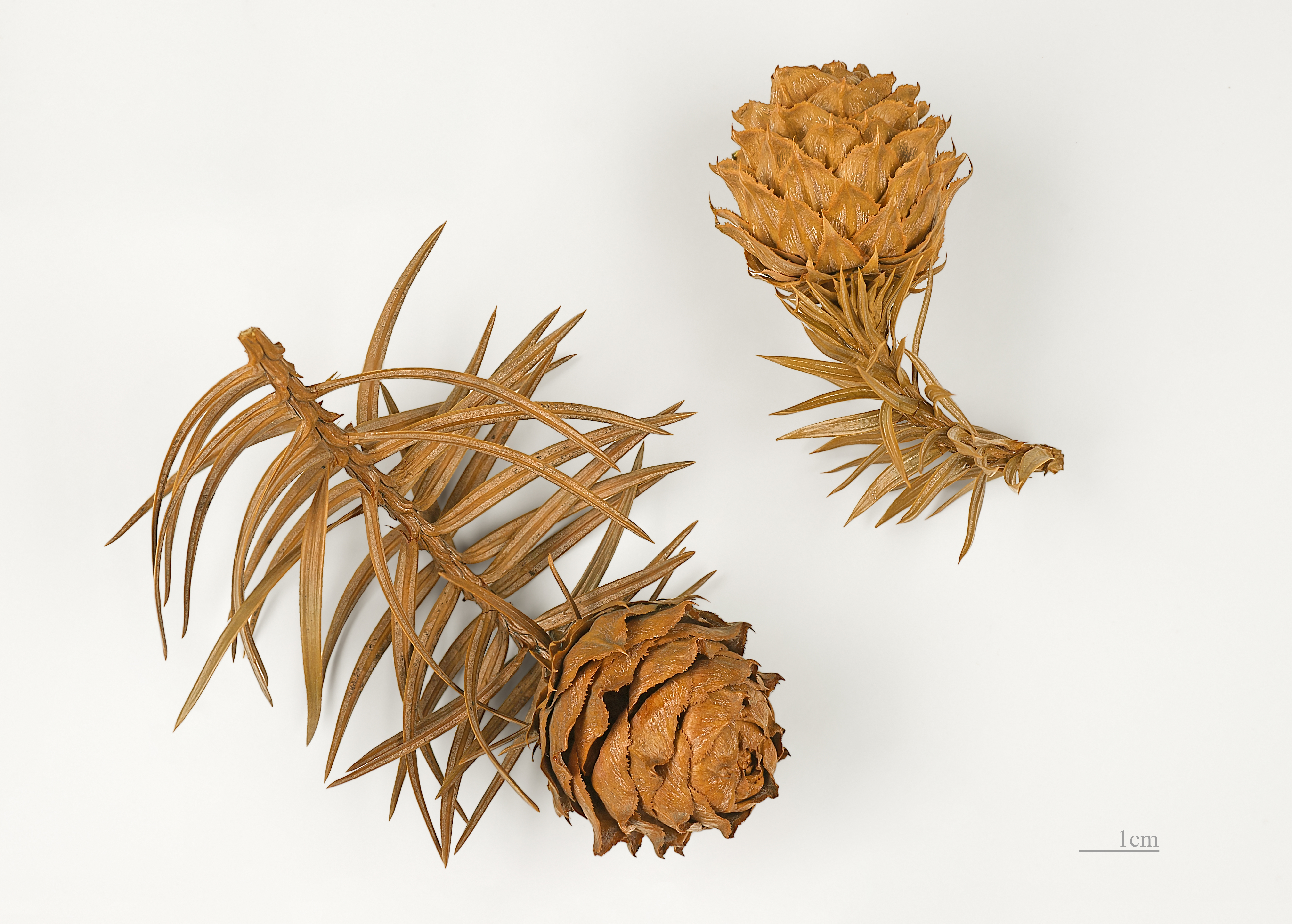
Cones de Cunninghamia lanceolata

Cunninghamia lanceolata é uma espécie de coníferas da subfamília Cunninghamioideae das Cupressaceae, vulgarmente conhecida por abeto-da-china ou pinhão-chinês (embora não seja um abeto, gênero Abies, e tampouco um pinheiro, gênero Pinus), originária das regiões montanhosas do sul e centro da China, onde cresce em altitudes de 600 a 1500 metros. Com uso em silvicultura, é uma das espécies de árvores mais importantes do ponto de vista económico na China.

## Descrição

### Morfologia
Hábito
A Cunninghamia cresce como uma árvore perenifólia de caule reto, que atinge uma altura de 30 a 38 m e um diâmetro de tronco de 1 a 2,5 m. A copa , com coloração verde-escura, tem inicialmente a forma de pagode, mas depois torna-se cónica. Na espécie coexistem os tipos de copa densamente ramificada e fracamente ramificada. Os ramos estão dispostos em espirais de cinco a seis ramos, com inserção num ângulo de cerca de 80° em relação ao tronco. As extremidades dos ramos são pendentes. Mesmo as árvores de pé livre não são ramificadas até ao solo.
Raízes
O C. lanceolata é um enraizador superficial. A maior parte do seu sistema radicular encontra-se a uma profundidade de 10 a 50 cm. O crescimento radicular mais intenso dá-se a partir dos 5 a 10 anos de idade.
Casca
O ritidoma dos ramos jovens é verde e sem tricomas. Os ramos e os troncos das árvores jovens têm uma casca acastanhada e rugosa que se descasca em pequenas partes. A casca das árvores velhas é cinzenta a castanha escura ou castanha avermelhada, espessa e fibrosa. Descasca-se em pedaços irregulares, de cheiro aromático, tornando visível a casca interior amarelada ou avermelhada.
Madeira
Tanto o cerne como o alburno são de cor amarela clara a castanha. Apenas diferem entre si na intensidade da cor. A madeira é leve e resistente, estruturada de forma homogénea, de grão reto e exala um cheiro específico. Não tem canais de resina. É considerada resistente às intempéries.
Folhagem
A folhagem é composta por agulhas com a face superior verde-escura, com cerca de 2 a 6 cm de comprimento e 3 a 5 mm de largura. Existem duas faixas estreitas de estômatos indistintamente reconhecíveis na parte superior. As bandas estomáticas são ainda claramente visíveis nas agulhas jovens. A face inferior é verde clara e apresenta duas bandas estomáticas largas e esbranquiçadas ao longo da nervura central. As agulhas são grosseiramente coriáceas e estreitam-se uniformemente desde a base até uma ponta afiada e penetrante. As margens das folhas são claramente serrilhadas. As agulhas estão dispostas em espiral à volta do rebento principal. São mais densas nos ramos laterais e parecem ter duas filas devido a uma torção na base. No outono, adquirem uma cor avermelhada devido à presença de rodoxantina.

### Reprodução
A espécie C. lanceolata é monoica, com época de floração em abril. Os cones masculinos, de caule curto e forma cilíndrica alongada, têm 0,5 a 1,5 cm de comprimento. Encontram-se em grupos de até 40 cones nas extremidades dos ramos jovens.
Os cones femininos verdes encontram-se isolados nas extremidades dos ramos e estão direccionados para baixo. Muitas vezes, é possível observar um ramo curto e frondoso saindo do topo do cone. Na maturidade, em outubro e novembro, o cone é castanho-amarelado, com 2,5 a 5 cm de comprimento e 3 a 4 cm de espessura. As escamas coriáceas do cone têm cerca de 1,7 cm de comprimento e 1,5 cm de largura e são pedunculadas. Terminam numa ponta afiada e os bordos são desigualmente dentados. Normalmente, desenvolvem-se três óvulos por cada escama cónica. Cada óvulo encontra-se numa protuberância distinta.
As sementes, de forma achatada, irregularmente ovóides e de cor castanha escura, têm 6 a 8 mm de comprimento e cerca de 4 a 5 mm de largura e são estreitamente aladas. O peso de mil sementes é de 7 a 8 g. As plântulas formam dois cotilédones.
O número cromossómico é 2n = 22.

Órgãos reprodutores
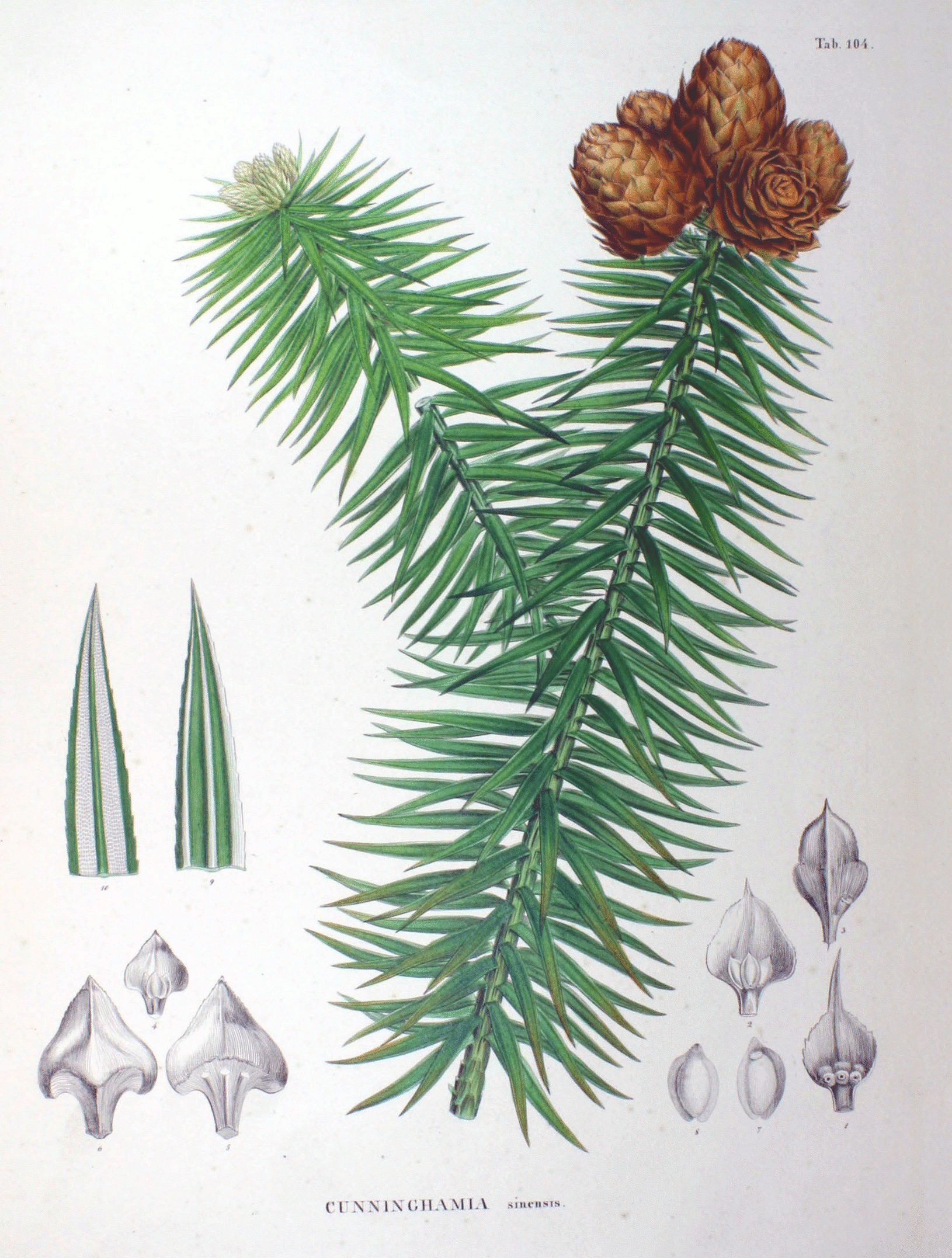
Ilustração: Ramo com cones femininos
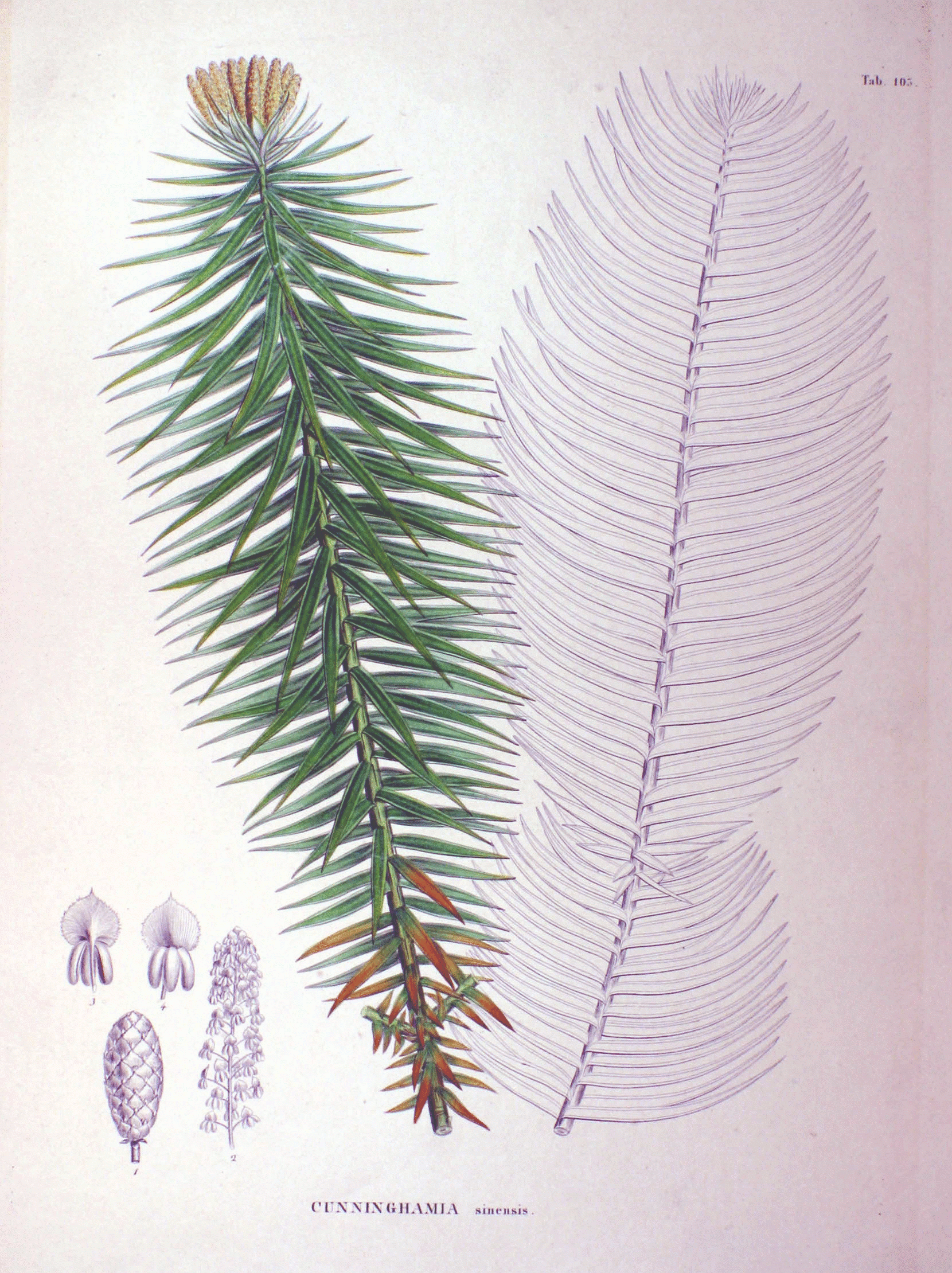
Ilustração: Ramo com cones masculinos
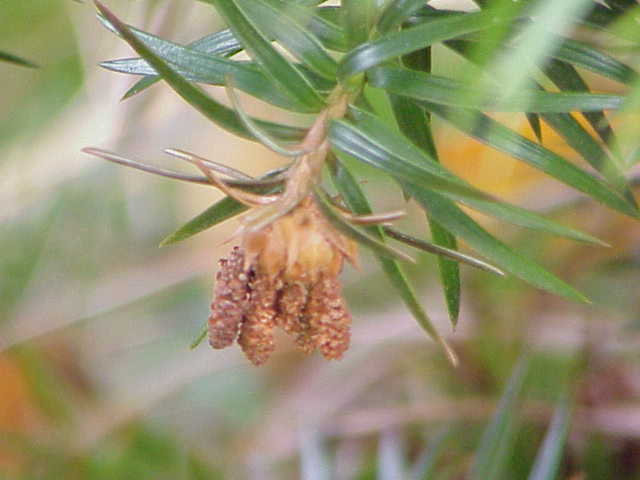
Cone masculino
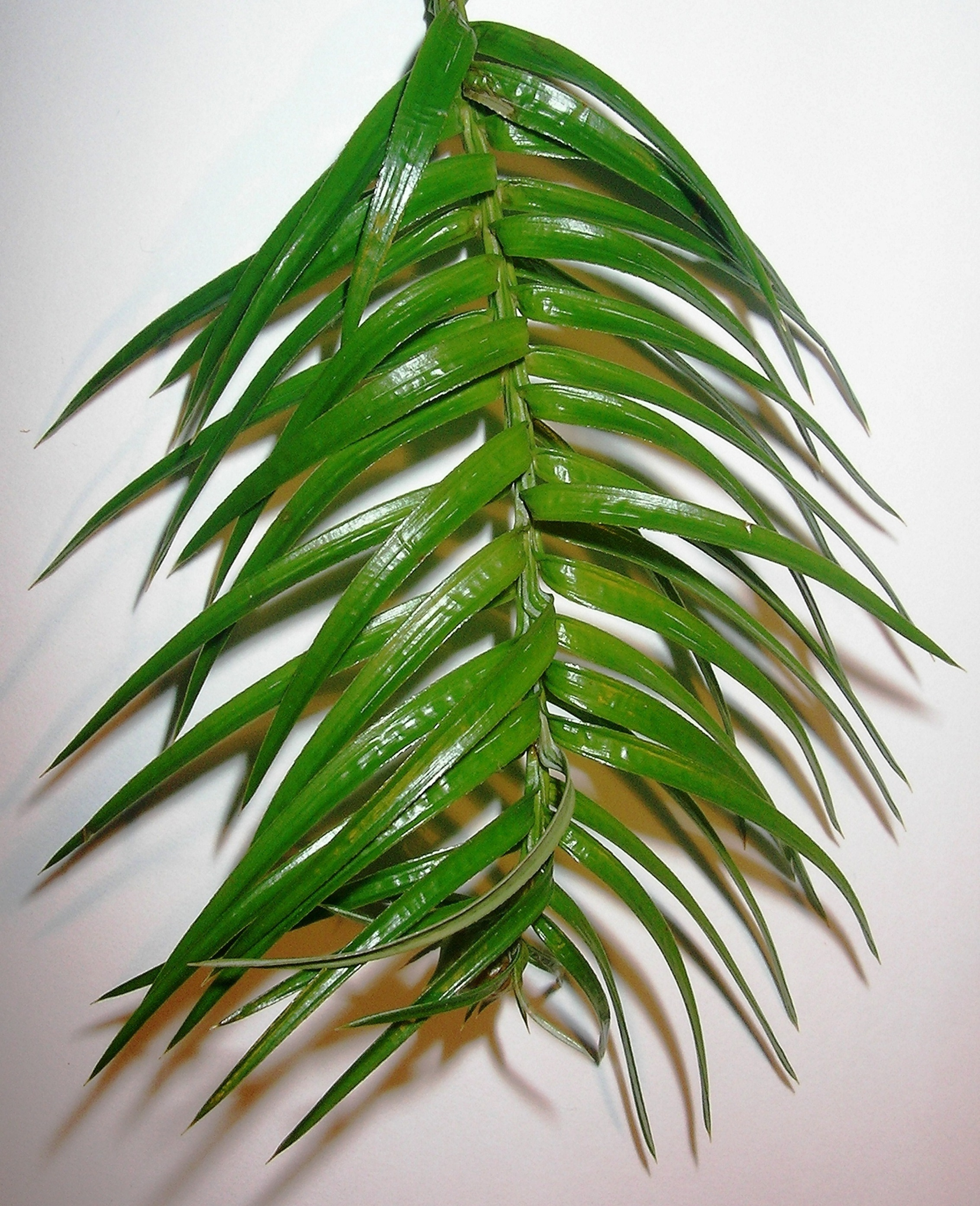
Cone feminino em floração na extremidade de um ramo coberto por folhas
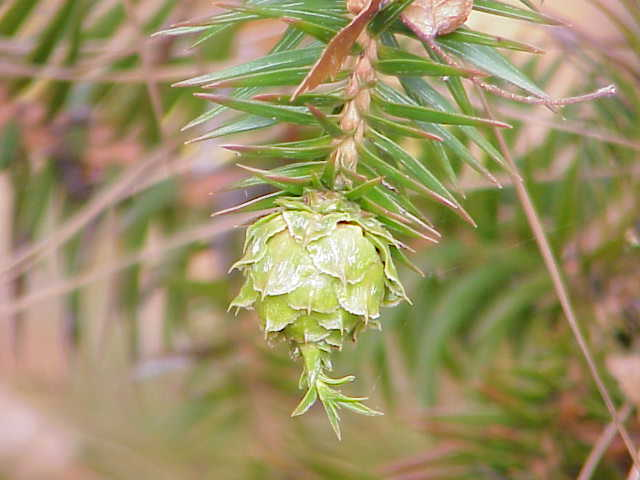
Cone feminino coberto por folhas

### Distribuição e habitat
A região de distribuição natural estende-se desde a China, Vietname, Laos até ao Camboja. Como estas árvores foram disseminadas precocemente pelos humanos no Japão e na China, a sua distribuição natural não é exatamente conhecida. O seu habitat natural era provavelmente o vale do rio Yangtze e as montanhas adjacentes a sul.
A espécie desenvolve-se num clima subtropical quente e húmido. Ocorre em altitudes de até 1500 m acima do nível do mar. A precipitação anual varia entre 1200 e 2000 mm. As florestas mistas são formadas com carvalhos (Quercus), falso-castanheiro (Castanopsis), carvalho-do-sul (Lithocarpus), Cinnamomum e Schima.
Com uma resistência à geada até -17 °C (Z7) só é completamente resistente ao clima em regiões com invernos amenos.

## Sistemática
O género Cunninghamia foi estabelecido em 1826 por Robert Brown em Achille Richard: Commentatio botanica de Conifereis et Cycadeis, 80, p. 149. Contém a única espécie Cunninghamia lanceolata (Lamb.) Hook., que foi descrita pela primeira vez como Pinus lanceolata por Aylmer Bourke Lambert em 1803.
O nome científico do género homenageia o médico e colecionador de plantas britânico James Cunningham († 1709), que descreveu esta espécie de planta na China.
Existem duas variedades, que muitos autores consideram como espécies distintas:
- Cunninghamia lanceolata var. lanceolata; (sin.: Pinus lanceolata Lamb. , Belis jaculifolia Salisbury, Belis lanceolata (Lamb.) Hoffmannsegg, Cunninghamia chinensis de Vos, Cunninghamia lanceolata var. corticosa Z.Y.Que & J.X.Li, Cunninghamia sinensis R.Br. ex Richard & A.Richard, Cunninghamia unicanaliculata D. Y.Wang & H.L.Liu, Cunninghamia unicanaliculata var. pyramidalis D.Y.Wang & H.L.Liu, Raxopitys cunninghamii J. Nelson). É encontrada originalmente apenas na China.[7]
- Cunninghamia lanceolata var. konishii (Hayata) Fujita (sin.: Cunninghamia konishii Hayata, Cunninghamia kawakamii Hayata). Esta variedade, que ocorre em Taiwan, é também considerada uma espécie separada por alguns autores: Cunninghamia konishii Hayata.[7] Ocorre na China, Taiwan, Laos e Vietname.[7]

Na China, distinguem-se três cultivares:
- Cunninghamia lanceolata cv. lanceolata tem agulhas bastante rígidas, verde-amareladas. A madeira é avermelhada.
- Cunninghamia lanceolata cv. glauca tem agulhas relativamente longas e macias, cinzentas a verde-azuladas. Cresce muito mais depressa do que a cv. lanceolata.
- Cunninghamia lanceolata cv. mollifolia tem agulhas finas e macias sem apex pontiagudo. Ocorre nas províncias de Yunnan e Hunan.

## Usos e cultivo
A madeira de C. lanceolata é um material de construção importante nas regiões subtropicais da China. É também utilizada na construção de pontes, navios e mobiliário. A madeira já era utilizada na antiguidade para o fabrico de sarcófagos. A casca é utilizada como combustível.
Não se conhecem pragas bióticas que ameacem a sobrevivência da planta. Os fungos dos géneros Rhizoctonia e Fusarium, bem como a espécie Pestalotia shiraiana que ataca as folhas e as pontas dos rebentos, são de importância económica. A Botryosphaeria cunninghamiae e a Pestalotiopis apiculatus causam danos nos rebentos em árvores velhas. As espécies Semanotus bifasciatus e Polychrosis cunninghamicola são designadas como insectos praga.